# Pasquale Di Fabio
Pasquale Di Fabio (Civitella Roveto, dicembre 1927 – Roma, aprile 1998) è stato un pittore e scultore italiano.

## Biografia e opere
Pasquale Di Fabio inizia a disegnare, dipingere e scolpire da giovanissimo. 
Durante la seconda guerra mondiale, nel 1943, appena sedicenne, dipinge uno dei suoi primi quadri Gli sfollati e realizza diverse sculture in pietra e in legno.
Tra gli anni quaranta e gli inizi degli anni cinquanta il suo lavoro è stato improntato ad un realismo sociale dopo aver frequentato e partecipato alle lotte contadine nel Fucino e disegnato e dipinto opere come Disoccupati e Piccoli operai.
Dopo questa esperienza figurativa, incomincia ad intuire nuove esigenze, nuove forme geometriche, aniconiche, che lo porteranno verso la fine degli anni cinquanta ad una ricerca materica neo-futurista.
Dopo gli studi compiuti al liceo artistico di Roma, si è dedicato a varie ricerche.
Dagli anni settanta inizia una produzione improntata sulla lucida e rigorosa analisi della luce, simboleggiata dalle bande cangianti, tratte per condensazione da una ratio geometrica di calcolata strutturazione a significare simbolici raggi ascensionali, probabili proiezioni di un desiderio inconscio di elevazione, in cui egli ricuciva l'immaterialità della luce alla spiritualità.
Si cimenta con quello che Giorgio Di Genova ha definito "un sentimento della luce"  e attraverso molteplici e serrate indagini della "struttura luce", approda alle geometrizzate pitto-sculture come le Piramidi e le Compenetrazioni, per arrivare infine alla serie dei Convessi, Doppi Convessi e Grandi Tondi.
(Pasquale Di Fabio, retro dell'opera Astratto, 1968.)

## Attività artistica

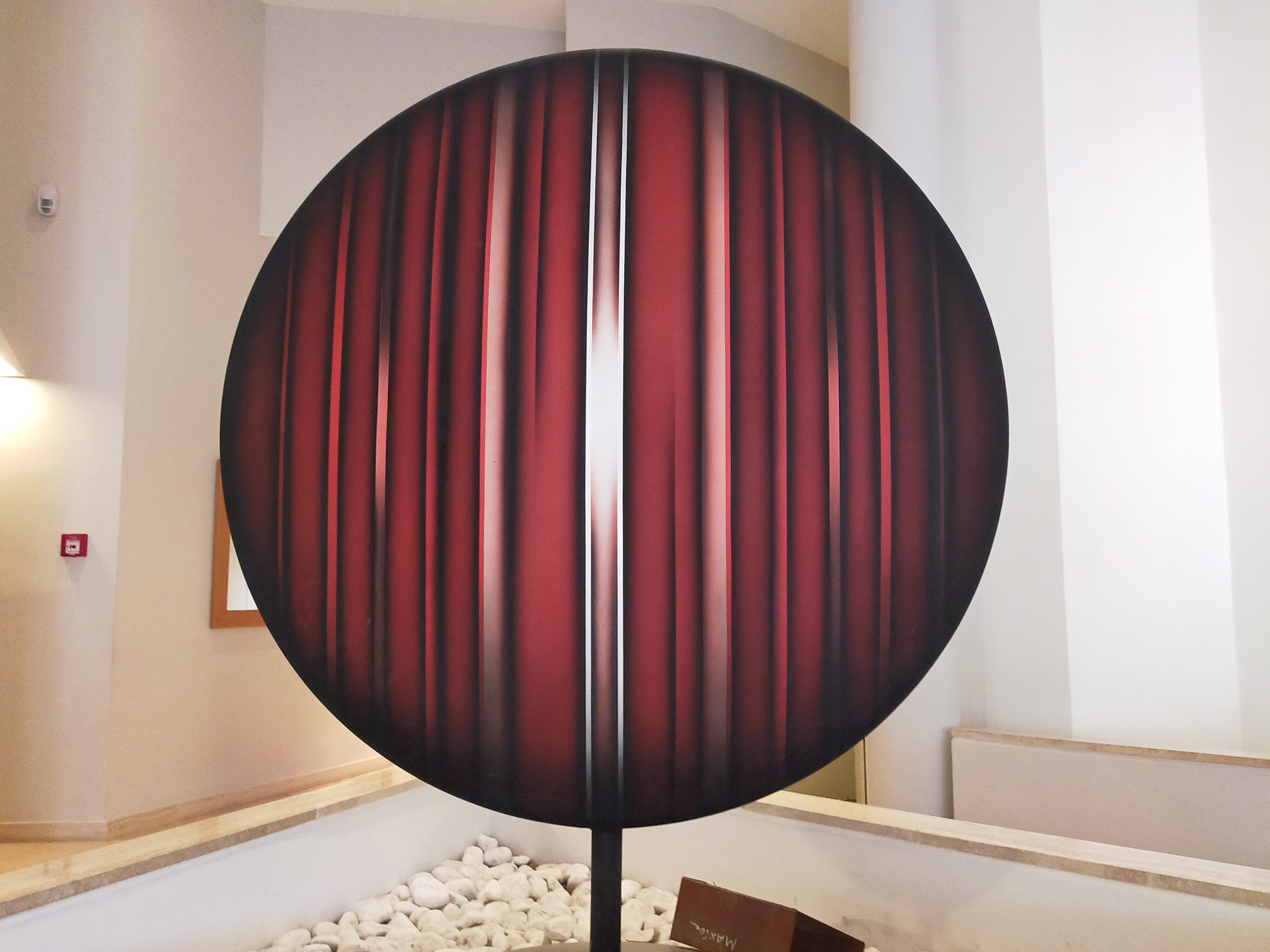
Tondo in rosso

Studio Pasquale Di Fabio, 1992

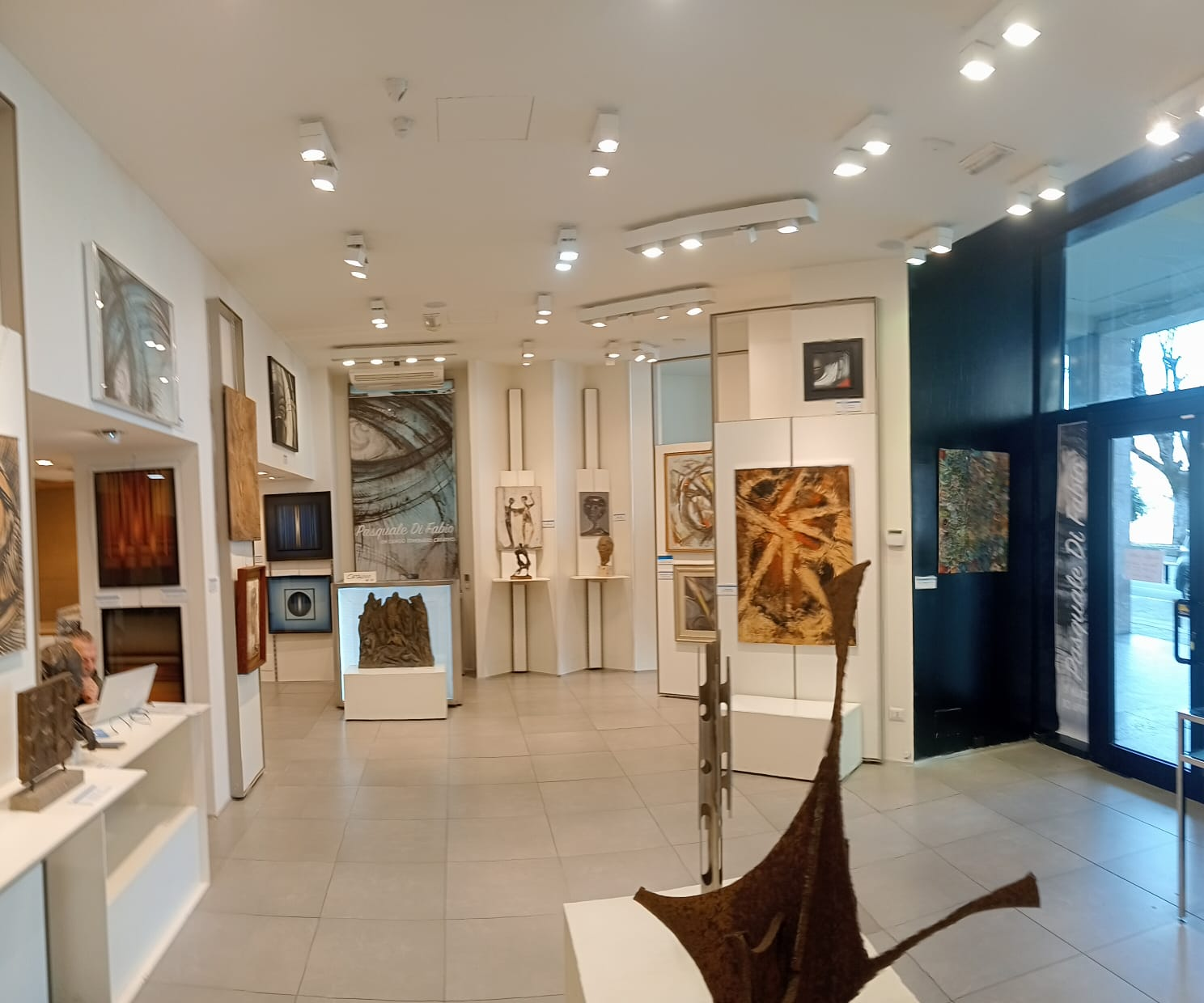
Mostra antologica ad Avezzano, 2025

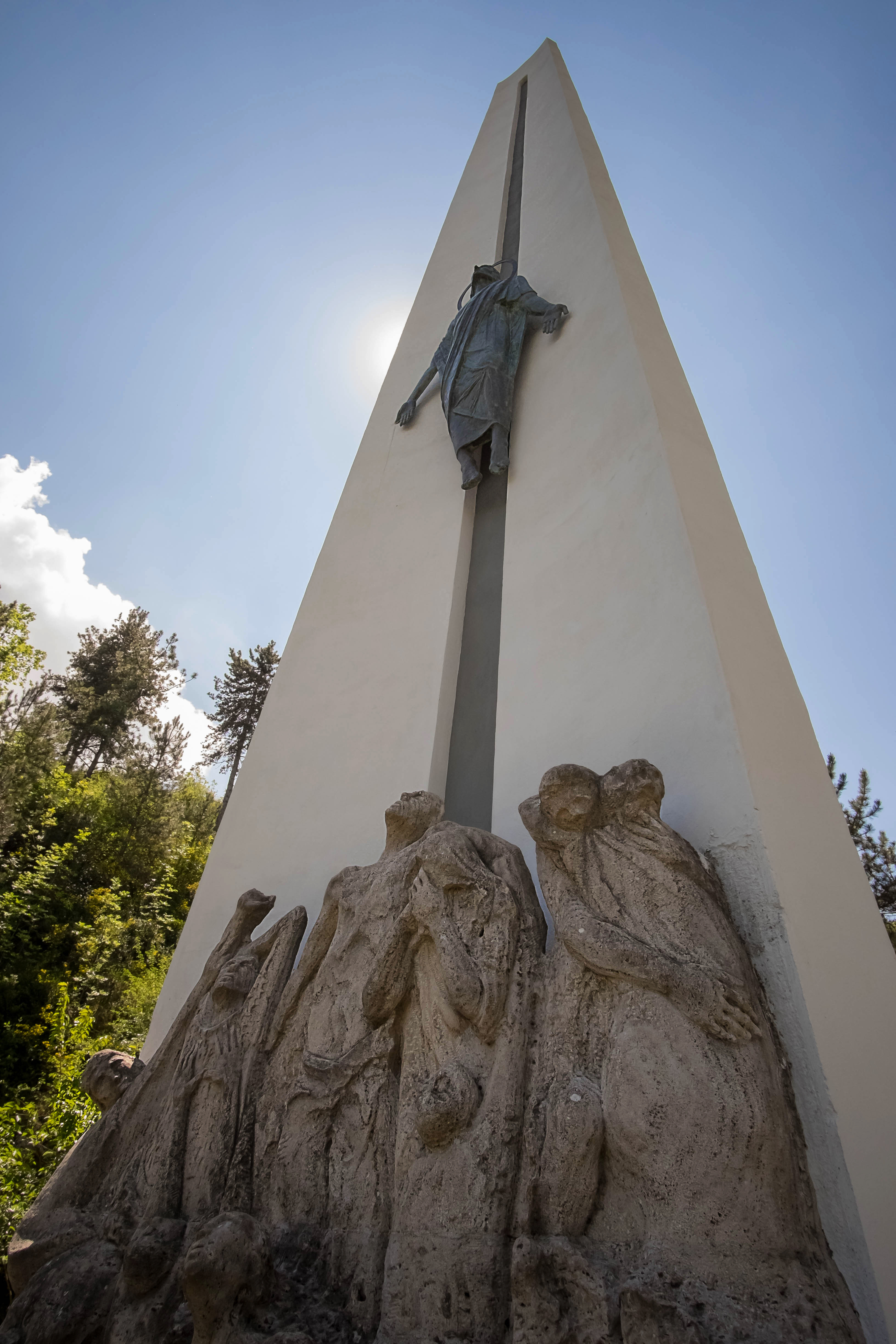
Obelisco al memoriale del terremoto del 1915 sul monte Salviano

Tra le mostre personali più importanti: Avezzano (1964, 1972, 1974, 1978), Pescara (1974, 1977), Cremona (1976), Como (1976), Bologna (1976, 1991), L'Aquila (1978, 1992), Roma (1978, 1980, 1988), Napoli (1979), Bergamo (1979), Ferrara (1984), Carrara (1987).
Mostre omaggio, dopo la scomparsa, a cura di Giorgio Di Genova e del Gruppo Aniconismo Dialettico con gli artisti Renzo Eusebi, Walter Coccetta e Antonio Di Girolamo si sono tenute a Seravezza, Palazzo Mediceo (1999); Acquasparta, Palazzo Cesi (1999) e in Abruzzo all'Aquila presso il castello cinquecentesco nel 1999, a Civitella Roveto nella sede del museo pinacoteca Enrico Mattei nel 2004 e ad Avezzano presso il teatro dei Marsi nel 2009. In quest'ultima città, in piazza Risorgimento, è stata allestita nel 2025 la mostra antologica retrospettiva dal titolo Pasquale Di Fabio. Un lungo itinerario creativo. 
Numerose mostre collettive a cui ha partecipato: XIII premio Michetti (1959), la prima mostra d'arte sacra di Celano (1963), le numerose edizioni del premio Avezzano, rassegna nazionale di pittura e scultura, la XII rassegna nazionale d'arte contemporanea di Termoli (1977), XII e XVI biennale internazionale del Bronzetto di Padova (1979, 1995), biennale internazionale di scultura di Arese a Monza (1980), rassegna del Salon de mai a Parigi (1981, 1982), mostra Pittori dell'occhio, della mente e dell'immaginazione di Erice (1982), la triennale europea d'arte sacra di Celano (1986), primo e secondo festival internazionale delle arti plastiche di Baghdad (1986 e 1988), mostra Melanos presso la galleria Anna D'Ascanio a Roma (1987), Alternative Attuali Abruzzo all'Aquila (1987), III biennale d'arte sacra di Pescara (1988), Esaedro XXXVI mostra nazionale d'arte contemporanea di Termoli (1992), V biennale di arte sacra del santuario di San Gabriele sul monte Gran Sasso (1992), biennale d'arte Aldo Roncaglia di San Felice sul Panaro (1996). Dopo la sua morte numerose sono state le rassegne a cui le sue opere hanno partecipato: Epicaforma, dedicata alla realtà delle ricerche artistiche in Abruzzo a Toronto in Canada (1999), le mostre Artisti ed arte del '900 in Abruzzo a Pescara (2002), Artisti di oggi e domani a Pescara (2003), Pittori e scultori d'Italia ad Avezzano (2004), Tracciati d'arte in Abruzzo a Giulianova (2005), Il rumore del colore ad Antrodoco (2006), la mostra campana presso la galleria Umberto Di Marino a Napoli. Altre mostre personali si sono tenute nel corso degli anni ad Aprilia, Atri, Avezzano (Aia dei Musei) e Bolzano. Pitture da pareti in senso ascensionale sono visibili stabilmente presso il museo Palazzo Collicola arti visive - Museo Carandente di Spoleto.
Ha ottenuto diversi premi e ha realizzato molte opere pubbliche, tra cui il monumento all'astronomo Filippo Angelitti ad Aielli, l'obelisco del memoriale del terremoto del 1915 alle pendici del monte Salviano e la scultura commemorativa nel sito della collegiata di San Bartolomeo ad Avezzano (1965), il monumento alla libertà per tutti i popoli in piazza della Resistenza ad Avezzano, la scultura in acciaio Struttura-Luce a largo Pasquale Di Fabio ad Avezzano, il monumento ai caduti a Luco dei Marsi, il monumento ai caduti di Venere dei Marsi, il bassorilievo Struttura della palazzina moderna di villa Torlonia ad Avezzano e la Pietà, facciata della chiesa di Borgo Via Nuova ad Avezzano.
Numerose sue opere sono esposte nei musei o collocate in enti pubblici e chiese.

## Critica
Della sua arte si sono occupati numerosi critici: Azzolini, Remo Brindisi, Enzo Carli, Nicola Ciarletta, Giorgio Cortenova, Enrico Crispolti, Marcello Ercole, Vittoriano Esposito, Elda Fezzi, A. Gasbarrini, Mellini, Sandra Orienti, Cesare Paris, Giuseppe Rosato, A. Rubini,
Vanni Scheiwiller, Sciortino, Segato, Dante Simone, Leo Strozzieri, Giorgio Tempesti, Ermanno Toccotelli, Vivaldi, nonché Giorgio Di Genova e Luigi Lambertini che hanno firmato una monografia a lui dedicata.

## Pasquale Di Fabio nei musei
- MACC, Calasetta (SU)[9]